# 商人之家博物馆
商人之家博物馆（Merchant's House Museum）是纽约市唯一保存完好的19世纪家庭住宅。

## 历史
由约瑟夫·布鲁斯特建于1832年，位于曼哈顿东四街29号，介于拉法叶街与包厘街之间。1936年由曾经住在那里的乔治查普曼开辟为博物馆。

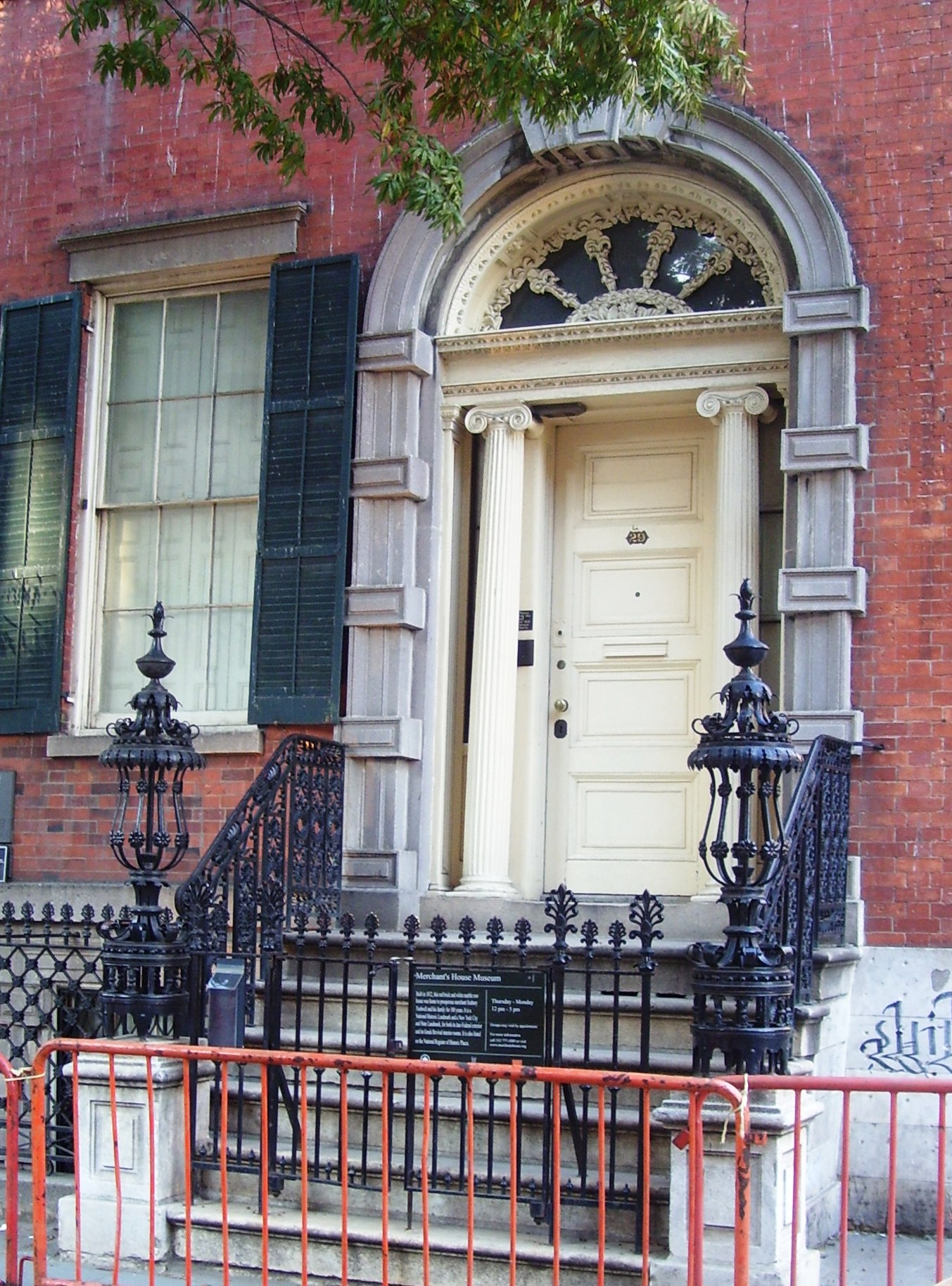
Entrance

- 1965年 -列为第一批纽约市地标[3]、国家历史地标[2][4]

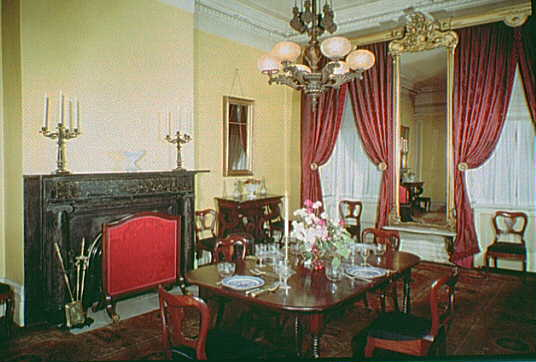
Living Room

- 1966年 - 列入国家史迹名录